# Alboránsjön

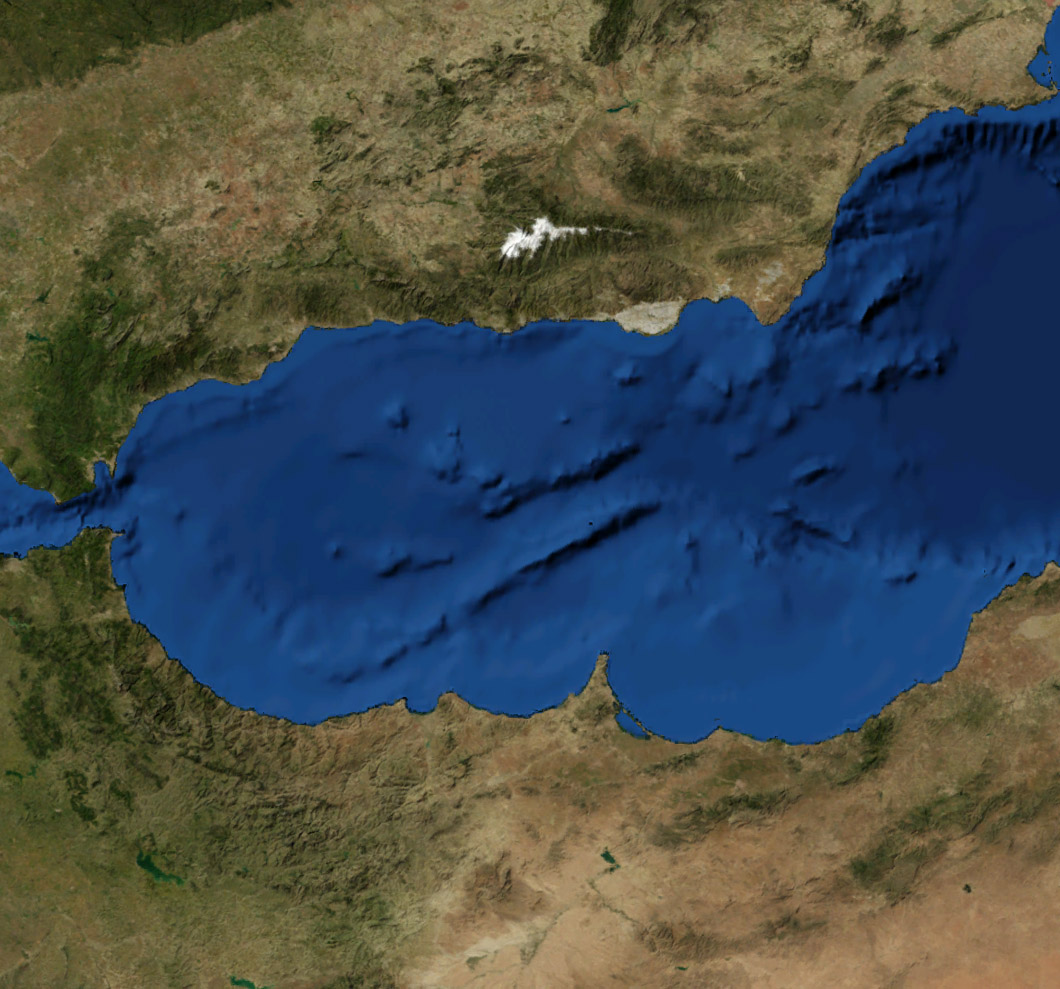
Sattelitbild av Alboránsjön.

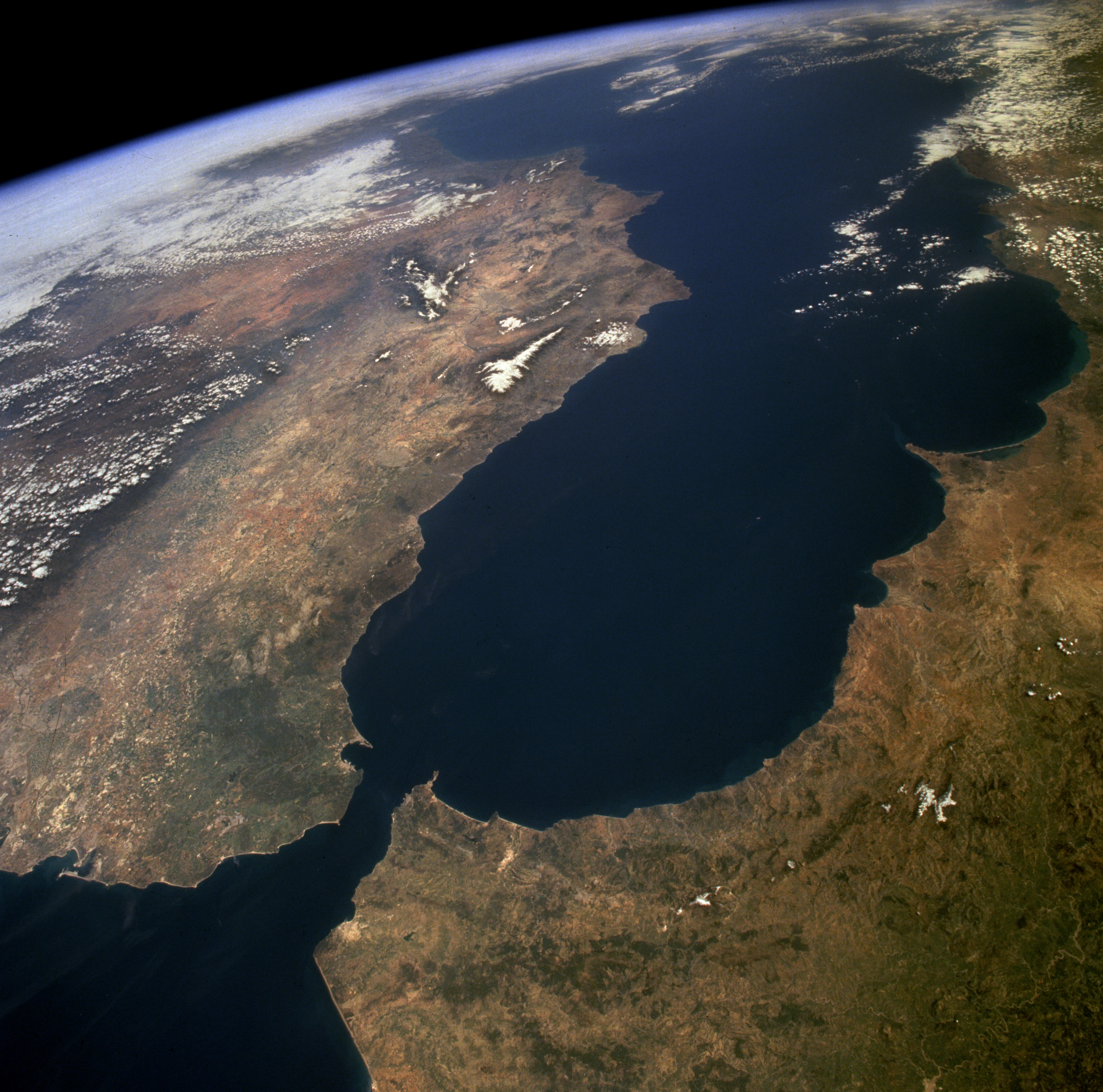
Alboránsjön, sedd uppifrån rymdfärjan Endeavour 1994.

Alboránsjön är en del av Medelhavet kring den spanska ön Alborán innanför Gibraltar sund. Den utgör den västligaste delen av Medelhavet och gränsar i öster till Baleariska havet. Djupet ligger på cirka 400 meter i väster och över 2 000 meter i öster. Alboránsjön omges av bergskedjor – Rifbergen i söder och Betiska kordiljäran (med bland andra Sierra Nevada och Gibraltarklippan) i norr, alla ingående i veckningssystemet Gibraltarbågen.

## Omgivande berg
Berg och bergsskedjor som omger Alboránsjön:
- Rifbergen (med Melilla och Ceuta)
- Gibraltarklippan
- Sierra Nevada (som del av Betiska kordiljäran)